# Dmitri II. von Twer

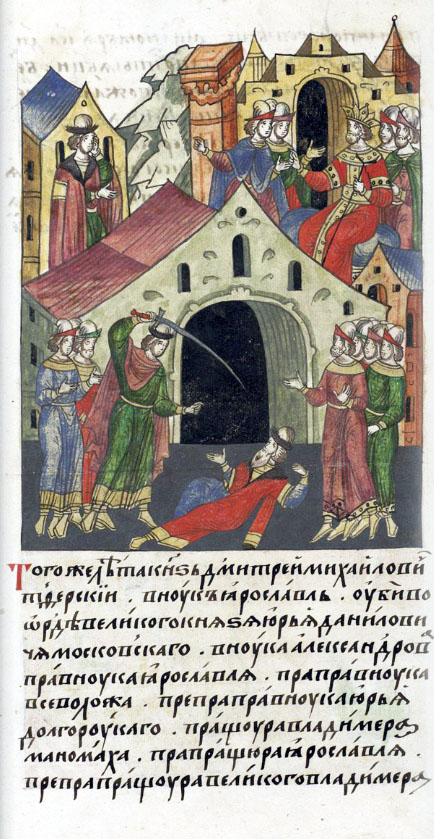
Mittelalterliche Darstellung Dmitri II. im Augenblick der Ermordung von Juri I. Daniilowitsch

Dmitri II. (russisch Дмитрий Михайлович; * 1299; † 15. September 1326) war ab 1318 Fürst von Twer und ab 1322/1323 Großfürst von Wladimir aus dem Geschlecht der Rurikiden. Er war ein Sohn Michail Jaroslawitschs und Anna von Kaschin.
Dmitri II. folgte 1318 seinem von Juri I. Daniilowitsch ermordeten Vater als Fürst von Twer, musste aber dem Khan sein Wort geben, dass er um das Großfürstentum mit dem Mörder seines Vaters nicht weiter streiten wolle. Dmitri konkurrierte wie zuvor sein Vater mit Juri I. Daniilowitsch von Moskau um die Großfürstenwürde von Wladimir. Dieser hatte den Titel 1318 an sich bringen können. 1322 konnte Dmitri Özbeg, dem Khan der Goldenen Horde, glaubhaft machen, dass Juri Tribute hinterzogen hatte, die den Mongolen zustanden. Der Khan setzte Juri als Großfürst ab und übertrug den Titel an Dmitri. Dieser zog umgehend gegen Moskau, Juri floh an den Hof des Khans, wo er 1325 von Dmitri vor den Augen Özbegs erschlagen wurde. Der Khan ließ daraufhin auch Dmitri hinrichten. Seine Nachfolge trat sein Bruder Alexander Michailowitsch an.